# Municipio de Jackson (condado de Cass)
El municipio de Jackson (en inglés: Jackson Township) es un municipio ubicado en el condado de Cass en el estado estadounidense de Indiana. En el año 2010 tenía una población de 2876 habitantes y una densidad poblacional de 36,98 personas por km².

## Geografía
El municipio de Jackson se encuentra ubicado en las coordenadas 40°36′16″N 86°13′3″O / 40.60444, -86.21750. Según la Oficina del Censo de los Estados Unidos, el municipio tiene una superficie total de 77.78 km², de la cual 77,73 km² corresponden a tierra firme y (0,07 %) 0,05 km² es agua.

## Demografía
Según el censo de 2010, había 2876 personas residiendo en el municipio de Jackson. La densidad de población era de 36,98 hab./km². De los 2876 habitantes, el municipio de Jackson estaba compuesto por el 97,6 % blancos, el 0,28 % eran afroamericanos, el 0,21 % eran amerindios, el 0,35 % eran asiáticos, el 0,28 % eran de otras razas y el 1,29 % eran de una mezcla de razas. Del total de la población el 1,53 % eran hispanos o latinos de cualquier raza.